# Phường 9, Đà Lạt
Phường 9 là một phường thuộc thành phố Đà Lạt, tỉnh Lâm Đồng, Việt Nam.

## Địa lý
Phường 9 nằm ở phía đông thành phố Đà Lạt, có vị trí địa lý:
- Phía đông giáp Phường 11 và Phường 12
- Phía tây và phía nam giáp Phường 10
- Phía bắc giáp Phường 8.

Phường 9 có diện tích 4,90 km², dân số năm 2022 là 26.284 người, mật độ dân số đạt 5.364 người/km².

## Hành chính
Phường 9 được chia thành 23 tổ dân phố: 1 Chi Lăng, 2 Chi Lăng, 3 Chi Lăng, 4 Chi Lăng, 1 Hồ Xuân Hương, 2 Hồ Xuân Hương, Hùng Vương, 1 Lâm Viên, 2 Lâm Viên, 1 Lữ Gia, 3 Lữ Gia, 5 Lữ Gia, 1 Mê Linh, 2 Mê Linh, 1 Nguyễn Đình Chiểu, 2 Nguyễn Đình Chiểu, Nguyễn Du, 1 Phan Chu Trinh, 2 Phan Chu Trinh, 3 Phan Chu Trinh, 4 Phan Chu Trinh, 1 Quang Trung, 2 Quang Trung.

## Lịch sử
Ngày 6 tháng 6 năm 1986, Hội đồng Bộ trưởng ban hành Quyết định số 67-HĐBT về việc thành lập Phường 9 trên cơ sở 16 tổ dân phố với 7.106 nhân khẩu của Phường 5 cũ.
Ngày 21 tháng 1 năm 2020, HĐND tỉnh Lâm Đồng ban hành Nghị quyết số 166/NQ-HĐND về việc:
- Sáp nhập tổ dân phố 2 Nguyễn Đình Chiểu và tổ dân phố 6 và tổ dân phố 1 Nguyễn Đình Chiểu.
- Sáp nhập tổ dân phố 2 Lữ Gia và tổ dân phố 4 Lữ Gia vào tổ dân phố 1 Lữ Gia.
- Sáp nhập một phần tổ dân phố 3 Quang Trung và tổ dân phố 2 Quang Trung vào tổ dân phố 1 Quang Trung.
- Thành lập tổ dân phố 2 Quang Trung trên cơ sở phần còn lại của tổ dân phố 3 Quang Trung và tổ dân phố 4 Quang Trung.
- Thành lập tổ dân phố Hùng Vương trên cơ sở tổ dân phố 1 Hùng Vương, tổ dân phố 2 Hùng Vương và tổ dân phố 3 Hùng Vương.
- Thành lập tổ dân phố 2 Nguyễn Đình Chiểu trên cơ sở tổ dân phố 3 Nguyễn Đình Chiểu, tổ dân phố 4 Nguyễn Đình Chiểu và tổ dân phố 5 Nguyễn Đình Chiểu.
- Thành lập tổ dân phố 1 Mê Linh trên cơ sở một phần tổ dân phố 1 Mê Linh, một phần tổ dân phố 2 Mê Linh và một phần tổ dân phố 5 Mê Linh.
- Thành lập tổ dân phố 2 Mê Linh trên cơ sở  phần còn lại của tổ dân phố 1 Mê Linh, phần còn lại của tổ dân phố 2 Mê Linh, phần còn lại của tổ dân phố 5 Mê Linh, tổ dân phố 3 Mê Linh và tổ dân phố 4 Mê Linh.